# Séquestration (crime)
Pour les articles homonymes, voir Séquestration.
La séquestration est, en droit, l'acte de retenir une personne enfermée contre son gré en dehors de toute autorité légale en usant de violence, de ruse ou de la menace. Dans plusieurs pays, la séquestration est un crime puni par la loi. Elle est souvent associée à l’enlèvement, au viol, à la torture ou à l’association de malfaiteurs.
Le terme ne doit pas être confondu avec séquestre qui renvoie à l'idée de retenue d'un bien.

## En Europe

### En Belgique
En droit belge, les articles 434 à 438bis du code pénal énoncent des peines de trois mois à douze ans selon la durée et les circonstances de l'arrestation ou la détention illégales.
L'article 417/13 énonce des peines de quinze à vingt ans de réclusion lorsqu'une agression sexuelle est assortie d’une séquestration.

### En France
En droit français, la séquestration est un crime puni de vingt ans de réclusion hormis si la personne séquestrée est libérée volontairement dans les sept jours auquel cas la peine est de cinq ans d'emprisonnement et de 75 000 euros d'amende. La peine peut être portée à la réclusion à vie ou pour une période incompressible de trente ans en cas de circonstance aggravante. Avant l’abolition de la peine de mort, la détention arbitraire accompagnée de tortures corporelles était punie de la peine capitale.

### En Suisse
En droit suisse, l'article 183 du code pénal condamne l'auteur d'une séquestration à une peine privative de liberté de cinq ans au plus ou d’une peine pécuniaire.

## En Afrique

### En Tunisie
Le droit tunisien punit de dix ans d'emprisonnement et de vingt mille dinars d'amende une personne qui aura capturé, arrêté, détenu ou séquestré une personne.

### Au Sénégal
En droit sénégalais, la séquestration est l'une des circonstances aggravantes du viol, ce qui porte la peine à son maximum de dix ans.

## En Amérique

### Au Canada
L'article 279 (2) du Code criminel prévoit une peine maximale de dix ans pour séquestration : 

« Séquestration
(2) Quiconque, sans autorisation légitime, séquestre, emprisonne ou saisit de force une autre personne est coupable :
a) soit d’un acte criminel et passible d’un emprisonnement maximal de dix ans;
b) soit d’une infraction punissable sur déclaration de culpabilité par procédure sommaire. »

On ne doit pas confondre l'infraction pénale de séquestration avec le délit civil d'arrestation illégale en common law.

### Aux États-Unis
Il existe une exception : de nombreuses juridictions des États-Unis reconnaissent le droit au commerçant, en vertu qu’une personne est autorisée à détenir un suspect voleur à l'étalage sur la propriété du magasin pour une période de temps raisonnable, avec des raisons de croire que la personne détenue a effectivement commis ou tenté de commettre un vol des biens du magasin. Ceci est similaire à un droit général dans de nombreuses juridictions de l'arrestation par des citoyens des criminels soupçonnés par le public dans des circonstances limitées.

### À Haïti
Le droit haïtien punit de un à cinq ans la séquestration et prévoit que la peine sera la même pour toutes personnes ayant prêté un lieu pour exécuter la détention. Si la détention ou séquestration a duré plus d'un mois, la peine sera celle de la réclusion. La peine est réduite à un emprisonnement d'un mois à un an si les coupables des délits mentionnés en l'article 289, non encore poursuivis de fait, ont libéré la personne avant le 10e jour.